# Live at Plymouth Guildhall
Live at Plymouth Guildhall is een registratie van een concert van de Britse groep King Crimson. Het is uitgekomen in een fanclubeditie.

## Geschiedenis en musici
Het concert vindt plaats in een nieuwe King Crimson-samenstelling. Hiervoor werd vooral gebruikgemaakt van veel. Die musici op het podium zijn:
- Robert Fripp - gitaar, mellotron
- Mel Collins - saxofoon, fluit en mellotron
- Boz Burrell - basgitaar en zang
- Ian Wallace - drums, zang
- Pete Sinflied – teksten en lichtshow

## Composities
1. Cd 1
  1. Cirkus
  2. Pictures of a City
  3. Sailor's Tale
  4. The Letters
  5. Lady of the Dancing Water
  6. Cadence and cascade
2. Cd 2
  1. Get Thy Bearings
  2. In the Court of the Crimson King
  3. Ladies of the Road
  4. 21st Century Schizoid Man
  5. Mars

## Trivia
- De geluidskwaliteit is redelijk de datum van opname in ogenschouw genomen.
- Alhoewel een dubbel-cd, heeft het maar één bestelnummer; de vorige dubbel-cd had twee bestelnummers.

Jaren 60: mei, juni 1969; Marquee Londen · 5 juli 1969; Hyde Park Londen · 21/22 november 1969; San Francisco
Jaren 70: 11 mei 1971; Plymouth · 10 augustus 1971; Marquee Londen · 16 oktober 1971; Brighton · 13 december 1971; Detroit · 26 februari 1972: Jacksonville · 27 februari 1972;Orlando · 12 maart 1972; Denver radio · 13 maart 1972; Denver live · 27 maart 1972; Boston · 13 oktober 1972; Frankfurt am Main · 17 oktober 1972; Bremen · 13 november 1972; Guildford · 15 november 1973; Zürich · 29 maart 1974; Heidelberg · 30 maart 1974; Mainz · 1 april 1974: Kassel · 24 juni 1974, Toronto· 1 juli 1974, New York
Jaren 80: 30 april 1981; Bath · 30 juli 1982; Philadelphia · 2 augustus 1982; New York · 13 augustus 1982; Berkeley · 25 augustus 1982; Cap D’Agde · 29 september 1982; München · 17-30 januari 1983; studiowerk · mei-november 1983
Jaren 90: VROOOM sessies;april/mei 1994; studio · 1 juli 1995; Wiltern · 20-25 november 1995; Broadway · 29 november 1995; Chicago · 26 augustus 1996; 2e maal Philadelphia · mei 1997; Nashville studio · 1-4 december 1997 (P1) · 4 juni 1998; Chicago (P2) · 1 juli 1998; Northampton (P2) · 1 november 1998; San Francisco (P4) · 25 maart 1999; Austin (P3)
Jaren vanaf 2000: 11 juni 2000; Warschau · 9/10 november 2001; Nashville live · 3 maart 2003: Alexandria (P3) · april 2003 · najaar 2003; Japan · 20 juni 2003; Milaan · 16 november 2003; New Haven ·  28 juni 2017; Chicago